# Restitutore analitico
Il restitutore analitico rappresenta il primo passo verso quello digitale. Le immagini fotografiche sono ancora analogiche, ma le coordinate rilevate da esse vengono elaborate dal calcolatore. I vantaggi sono facilmente immaginabili, a partire dal disegno fornito, che nel restitutore analogico era su un foglio di materiale inestensibile, mentre in quello analitico era su dischetto e si parlava di disegno numerico. Le elaborazioni dei dati numerici era funzione della fantasia di chi li utilizzava, ma si profilavano già i primi rischi. Per esempio, la scala del disegno ottenuto nella restituzione dipende dalla scala-fotogramma, cioè dalla scala approssimativa con cui un oggetto è rappresentato sul fotogramma. In pratica, volendo esagerare, su di una fotografia aerea ripresa ad altissima quota, ad esempio con scala-fotogramma 1:100.000, non si può fare una restituzione in scala 1:500, proprio perché i particolari richiesta da questa scala non sono apprezzabili sulla prima.
Se si ingrandisce fotograficamente una carta topografica 1:25.000 alla scala 1:10.000, l'operazione (da non farsi mai) viene notata, ma una restituzione analitica può essere portata a qualsiasi scala  senza che sul grafico se ne abbia traccia.

## Wild Aviolyt AC1
In fotografia è riportata l'immagine di copertina, negli anni '80, del sistema universale di stereorestituzione analitica, assistito da calcolatore, Wild Aviolyt AC1, con tavolo automatico Aviotab TA2. In costi lievitavano notevolmente, infatti si passava dai 100.000.000 dell'autografo Wild A40 ai 600.000.000, ma era sufficiente provare ad utilizzarlo per dare tutte le giustificazioni possibili.

Concepito per la restituzione di fotogrammi fino al formato 23x23cm (fotogrammi aerei), ottenuti con qualsiasi distanza principale e inclinazione, consente di correggere, per mezzo del calcolatore ed una serie di programmi, gli errori dovuti alla distorsione dell'obiettivo, alla deformazione del film, alla rifrazione ed alla curvatura terrestre. L'operatore può guidare la marca mobile luminosa per mezzo di comandi micrometrici:
- con registrazione continua, tramite un dispositivo a mano libera;
- rilievo discontinuo per punti, collegati dal calcolatore. Nel rilievo, per esempio, dello spigolo di un muro, è possibile spostare la marca mobile manualmente e rilevare tutte le sconnessioni esistenti, oppure rilevare solo i punti estremi, che il calcolatore collegherà con un segmento rettilineo:
- far seguire un profilo programmato. È il caso del tracciamento di un arco.

Per citare solo altri vantaggi:
- possibilità di ingrandire l'immagine da 5,5x a 19x e variare al forma ed il colore della marca mobile;
- possibilità di passare dalla stereoscopia alla pseudostereoscopia per verificare l'esatto posizionamento della marca mobile sul punto prescelto;
- video destinato a comunicare istruzioni e dati sul lavoro eseguito;
- monitor in grado di visualizzare la posizione della marca su un fotogramma della coppia utilizzata.

Si potrebbe ancora continuare, ma l'arrivo di questo tipo di restitutore, come tutte le novità, suscitava entusiasmo in alcuni e diffidenza in altri.

### Video
- Il rilievo dell'architettura, su youtube.com.
- La restituzione fotogrammetrica, su youtube.com.